# Phellinus sublaevigatus
Phellinus sublaevigatus är en svampart som först beskrevs av Cleland & Rodway, och fick sitt nu gällande namn av P.K. Buchanan & Ryvarden 1993. Phellinus sublaevigatus ingår i släktet Phellinus,  och familjen Hymenochaetaceae.   Inga underarter finns listade.